# Crotalaria sulphizii
Crotalaria sulphizii är en ärtväxtart som beskrevs av Krishnamurthy Thothathri och A.A.Ansari. Crotalaria sulphizii ingår i släktet sunnhampor, och familjen ärtväxter. Inga underarter finns listade i Catalogue of Life.